# Pal Joey (musical)
Per a la pel·lícula protagonitzada per Frank Sinatra, veure Pal Joey (pel·lícula)
Pal Joey és un musical amb llibret de John O'Hara (basat en la seva novel·la homònima) i lletra i música de Richard Rodgers i Lorenz Hart, basat en el personatge i les situacions creades per O'Hara en una sèrie d'històries curtes publicades al The New Yorker. Inclou dues cançons que han esdevingut dos clàssics del repertori: "I Could Write a Book" i "Bewitched, Bothered and Bewildered".
La producció original de 1940 de Broadway va ser dirigida per George Abbott i protagonitzada per Gene Kelly. Des de llavors, hi ha hagut diversos revivals, incloent un a Broadway entre 2008 i 2009, i el 1957 es realitzà una adaptació cinematogràfica protagonitzada per Frank Sinatra, Rita Hayworth i Kim Novak.

## Rerefons
L'autor John O'Hara oferí les històries de "Pal Joey" a Rodgers i Hart perquè en fessin un musical. O'Hara no estava present durant les funcions de proves, i el director George Abbott va reescrire'l. Quan l'espectacle s'estrenà a Nova York els crítics van quedar dividits. Esdevingué el show de Rodgers-Hart de més llarga durada. Segons Everett i Laird van escriure que "Pal Joey" són "el treball més important produït per Rodgers i Hart" i el "més integral dels seus musicals."
Joey Evans, com un antipàtic antiheroi, és un punt d'inici des de la fórmula habitual de la comèdia musical. Richard Rodgers va dir: "Joey no té mala reputació perquè és mesquí, sinó perquè té molta imaginació per crear-se a si mateix, i per això és una mica feble."

## Sinopsi
I Acte
A Chicago, a finals de la dècada de 1930, Joey Evans, un ballarí de segona fila i mestre de cerimònies a un nightclub, un pocavergonya encantador amb grans projectes, planeja tenir el seu propi nightclub, "Chez Joey". Es presenta a una prova per fer de mestre de cerimònies a un nightclub de segona filera ("You Mustn't Kick It Around"); agafa la feina i comença els assaigs amb les coristes i Gladys Bumps, la cantant. Es troba amb la jove i ingènua Linda English a la porta d'una botiga de mascotes i, impressionant-la amb les seves mentides grandioses, se senten romànticament atrets ("I Could Write a Book"). Al nightclub, mentre que les noies actuen ("Chicago"), Linda arriba amb una cita. La rica però avorrida, Vera Simpson arriba amb les seves amigues i comença a interessar-se amb en Joey. Joey, jugant fort, insulta a Vera i aquesta marxa. Mike, el propietari del club, acomiada a Joey, però aquest, segur que Vera tornarà, fa una juguesca: si Vera no torna en els dies vinents, ell marxarà sense cobrar. Mentrestant, les noies del cor fan un número ("That Terrific Rainbow"). Linda, que ha vist el comportament desvergonyit de Joey, ha marxat del club. Vera no torna, de manera que en Joey és acomiadat. Quan Linda es nega a respondre les seves trucades, Joey truca a Vera ("What is a Man"). Després de la darrera nit com a mestre de cerimònies, Vera l'agafa del club i comencen un affarir ("Happy Hunting Horn"). Verà està flotant amb el romanç i instal·la a Joey a un apartament i li porta roba cara ("Bewitched, Bothered and Bewildered"). Mentre que està comprant roba per a Joey, aquest se'n va amb Linda, deixant gelosa a Vera i a Linda angoixada. Vera obre per a Joey el seu propi nightclub, "Chez Joey", i Joey mira endavant esperant poder arribar al capdamunt ("Pal Joey"/"Joey Looks to the Future" ballet).
II Acte
Chez Joey està a punt d'obrir. Les coristes i cantants del vell club han estat contractats a "Chez Joey", on les noies assagen per a l'estrena ("The Flower Garden of My Heart"). Melba, una ambiciosa periodista, entrevista a Joey citant les seves entrevistes amb diversos famosos, incloent Gypsy Rose Lee ("Zip"). [Al revival del 2008, Gladys interpreta una recatada periodista, que en un moment determinat es treu el vestit que porta, deixant veure un minivestit provocatiu de burlesque)] Ludlow Lowell, antiga parella de Gladys, es presenta com un agent amb papers que Joey signa irreflexivament mentre que l'assaig continua ("Plant You Now, Dig You Later"). A l'apartament de Joey l'endemà al matí, Joey i Vera comenten els plaers de la seva relació ("In Our Little Den"). Linda escolta a Gladys i a Lowell conxorxant per fer servir els papers que Joey ha signat per fer un xantatge a Vera [al revival del 2008, Joey acomiada a Gladys, i ella per venjar-se, conspira amb Mike, el director del club, per fer xantatge a Vera. Mike està obligat into the scheme perquè Gladys l'amenaça en que el volen acomiadar per ser homosexual.]Linda truca a Vera, que inicialment desconfia de Linda; Vera s'enfronta amb Joey, preguntant-li sobre la seva relació amb Linda, i Joey respon a la defensiva ("Do It the Hard Way"). Linda arriba a l'apartament per convèncer a Vera, i aquesta, veient la sinceritat de Linda, la creu. Vera i Linda, ara amigues, arriben a la conclusió que Joey no les mereix ("Take Him"); Vera truca al comissari de policia, que detenen a Gladys i a Ludlow. Vera acomiada a Joey i tanca Chez Joey ("Bewitched, Bothered, and Bewildered" reprise). L'endemà al matí, mentre que Linda i Joey estan parlant, passa una noia desconeguda, i Joey la deixa amb la paraula a la boca per seguir una altra noia desconeguda.

## Números musicals
| I Acte - "You Mustn't Kick It Around" – Joey Evans, Gladys Bumps, Agnes, El Noi, Coristes i Cambrers - "I Could Write a Book" – Joey i Linda English - "Chicago" – Ballarí i Coristes - "That Terrific Rainbow" – Gladys, Victor i Noies - "What is a Man?" – Vera Simpson - "Happy Hunting Horn" – Joey, Terry, Coristes i Parelles - "Bewitched, Bothered and Bewildered" – Vera Simpson - "Pal Joey (What Do I Care For A Dame?)" – Joey | II Acte - "The Flower Garden of My Heart" – Gladys, el Tenor, Ballarí i Conjunt - "Zip" † – Melba Snyder - "Plant You Now, Dig You Later" – Ludlow Lowell, Gladys i Conjunt - "In Our Little Den (of Iniquity)" – Vera i Joey - "Do It The Hard Way" – Ludlow, Gladys, Dancer i Conjunt - "I Still Believe In You" † – Linda - "Take Him" – Vera, Linda i Joey - "Bewitched, Bothered, Bewildered" (Reprise) – Vera - "I Still Believe In You" (Reprise) † – Linda - "I'm Talkin' to My Pal" † – Joey - "I Could Write A Book" (Reprise) – Joey |

## Produccions
Producció original de Broadway
Pal Joey s'estrenà a Broadway el 25 de desembre de 1940 a l'Ethel Barrymore Theatre, representant-se en 374 funcions. Dirigit per George Abbott i coreografiat per Robert Alton, el repartiment incloïa a Gene Kelly com Joey, Vivienne Segal com Vera i June Havoc com  Gladys. Van Johnson i Stanley Donen també formaven part del repartiment.
Aquesta va ser l'únic treball de Gene Kelly a Broadway, car el catapultà a la fama i va ser requerit per Hollywood. L'obra va representar-se en 374 funcions, rebent crítiques de tota mena; car va ser tot un repte atrevir-se a trencar amb tot el que estava establert, i, encara que semblés impossible, van escriure un musical donant el protagonisme a un vividor, mentider i egoista del que s'enamoraven dues dones; i a més, el públic s'identificava amb ell.
Revival de Broadway de 1952
El musical va gaudir d'un gran èxit quan es tornà a produir a Broadway, aquest cop al. El revival va ser provocat per l'èxit que havia tingut l'enregistrament d'estudi realitzat el 1950 amb Segal i Harold Lang i publicat per Columbia Records. S'estrenà el 3 de gener de 1952 i tancà el 18 d'abril de 1953, després de 540 funcions. Els números musicals de nou van ser dirigits per Robert Alton, i estava protagonitzat per Lang, Segal i Helen Gallagher. El repartiment també incloïa la futura estrella de Broadway Elaine Stritch com Melba, i Bob Fosse era el suplent de Joey. La producció va ser el revival d'un musical amb una estada més llarga als escenaris de Broadway en aquells temps. Va guanyar el Premi New York Drama Critics' Circle al Millor Musical i va ser el primer musical que guanyà onze Premis Donaldson.
Londres
S'han fet dues produccions al West End londinenc. La primera va ser al març de 1954 al Princes Theatre, protagonitzada Harold Lang, Carol Bruce i Sally Bazely. La segona va tenir lloc al Noel Coward Theatre, entre setembre de 1980 i setembre de 1981, protagonitzada per Siân Phillips, Danielle Carson, i Denis Lawson.
Revival de Broadway de 1976
El 27 de juny de 1976 s'estrenà un revival a Broadway al Circle in the Square Theatre, tancant el 29 d'agost. Va ser dirigit per Theodore Mann; i protagonitzat per Christopher Chadman (Joey), Harold Gary (Mike), Terri Treas (Kid), Janie Sell (Gladys), Gail Benedict (Gail), Murphy Cross (Murphy), Rosamond Lynn (Rosamond), Marilu Henner (Marilu), Deborah Geffner (Debbie), Boni Enton (Linda), David Hodo (Gent), Austin Colyer (Ernest), Denny Martin Flinn (Waldo the Waiter), Michael Leeds (Victor), Kenn Scalice (Delivery Boy), Adam Petroski (Louis), Joe Sirola (Ludlow Lowell), Ralph Farnworth (O'Brien), Dixie Carter (Melba) i Joan Copeland (Vera).
Altres produccions entre 1960s i 2000s
Pal Joey va ser produït a l'off-Broadway el 1963 (15 funcions) al City Center, protagonitzada per Bob Fosse com Joey, Viveca Lindfors com Vera, i Kay Medford com Melba.
Al maig de 1995 es realitzà un concert escenografiat al City Center Encores!, protagonitzada per Peter Gallagher i Patti LuPone.
Revival de Broadway del 2008
El productor Marc E. Platt, conjuntament amb Greenberg (qui havia escrit l'adaptació de Boston de 1992) i el director Joe Mantello planejà un revival per a la tardor del 2007, que va haver de ser posposat. El Roundabout Theatre Company i Platt el presentaren per a una estada curta, amb les prèvies començant el 18 de desembre de 2008 i tancant l'1 de març del 2009. El llibret original de John O'Hara va tenir una "adaptació" substancial per part de Greenberg, eliminant personatges i reassignant cançons. Amb direcció de Mantello, va estar protagonitzat per Stockard Channing com  Vera, Martha Plimpton com  Gladys, Matthew Risch com  Joey, Jenny Fellner com Linda i Robert Clohessy com Mike. Quan Hoff va haver d'abandonar el personatge de Joey el 22 de novembre del 2008 a causa d'una lesió, va ser substituït definitivament pel seu suplent, Matther Risch.
En aquesta nova producció Joey tenia una cançó que havia estat eliminada abans de l'estrena de Broadway de 1940 ("I'm Talking to My Pal"), i també s'interpolaven les cançons de Rodgers & Hart "Are You My Love?" de la pel·lícula Dancing Pirate (1936) i "I Still Believe in You", del musical Simple Simon (1930). Totes dues eren per Joey i Linda.

## Resposta de la crítica

### Producció original i produccions posteriors
El 1940, Brooks Atkinson, crític del New York Times escrivia: «Si és possible fer una comèdia musical entretinguda sobre una història odiosa, "Pal Joey" ho és.»
Quan va veure el revival de 1952, Atkinson qualificà la producció com a "brillant".
Quan va fer la crítica del concert a "Encores!" de 1995, Vincent Canby va dir que: «Hi ha un espectacle on el cinisme, al sofisticació, el fals sentimentalisme i els ànims eren tant el contingut com la forma del musical tradicional de Broadway. La primera producció (1940) va sorprendre a molts crítics i espectadors. No hi havia dubtes sobre la qualitat de la banda sonora de Richard Rodgers i de les lletres de Lorenz Hart. El trastorn era produït pel corrosiu llibret de John O'Hara: les sòrdides aventures d'un cantant d'un night-club de Chicago i Mestre de Cerimònies anomenat Joey Evans. No va ser fins al 1952 en que Joey va ser reconegut com el darrer favorit de la literatura, l'antiheroi. El 1995, "Pal Joey" és un tresor.»

## Premis i nominacions

### Revival de Broadway de 1952
| Any  | Premi                                    | Categoria                                   | nominat         | Resultat   |
| ---- | ---------------------------------------- | ------------------------------------------- | --------------- | ---------- |
| 1952 | Premi Donaldson                          | Millor Musical                              | Millor Musical  | GUANYADOR  |
| 1952 | Premi Donaldson                          | Millor Llibrer de Musical                   | John O'Hara     | GUANYADOR  |
| 1952 | Premi Donaldson                          | Millor Actuació Protagonista d'una Actriu   | Vivienne Segal  | GUANYADORA |
| 1952 | Premi Donaldson                          | Millor Actuació de Repartiment d'una Actriu | Helen Gallagher | GUANYADORA |
| 1952 | Premi Donaldson                          | Millor Ballarí en un Musical                | Harold Lang     | GUANYADOR  |
| 1952 | Premi Donaldson                          | Millor Director d'un Musical                | David Alexander | GUANYADOR  |
| 1952 | Premi Donaldson                          | Millor Direcció de Ball                     | Robert Alton    | GUANYADOR  |
| 1952 | Premi Donaldson                          | Millor Banda Sonora Original                | Richard Rogers  | GUANYADOR  |
| 1952 | Premi Donaldson                          | Millors Lletres                             | Lorenz Hart     | GUANYADOR  |
| 1952 | Premi Donaldson                          | Millor Escenografia                         | Oliver Smith    | GUANYADOR  |
| 1952 | Premi Donaldson                          | Millor Vestuari                             | Miles White     | GUANYADOR  |
| 1952 | Premi del New York Drama Critics' Circle | Millor Musical                              | Millor Musical  | GUANYADOR  |
| 1952 | Premi Tony                               | Millor Actriu de Repartiment de Musical     | Helen Gallagher | GUANYADORA |
| 1952 | Premi Tony                               | Millor Coreografia                          | Robert Alton    | GUANYADOR  |
| 1952 | Premi Tony                               | Millor Director Musical                     | Max Meth        | GUANYADOR  |

### Revival de Broadway de 1963
| Any  | Premi      | Categoria                            | nominat   | Resultat |
| ---- | ---------- | ------------------------------------ | --------- | -------- |
| 1964 | Premi Tony | Millor Actor Protagonista de Musical | Bob Fosse | nominat  |

### Revival de Broadway de 1977
| Any  | Premi            | Categoria                          | nominat       | Resultat |
| ---- | ---------------- | ---------------------------------- | ------------- | -------- |
| 1977 | Premi Drama Desk | Actriu Més Destacada en un Musical | Joan Copeland | nominada |

### Revival de Londres de 1980
| Any  | Premi                  | Categoria                | nominat       | Resultat |
| ---- | ---------------------- | ------------------------ | ------------- | -------- |
| 1980 | Premi Laurence Olivier | Millor Actor de Musical  | Denis Lawson  | nominat  |
| 1980 | Premi Laurence Olivier | Millor Actriu de Musical | Siân Phillips | nominada |

### Producció de l'off-Broadway del 2002
| Any  | Premi           | Categoria                                       | nominat           | Resultat   |
| ---- | --------------- | ----------------------------------------------- | ----------------- | ---------- |
| 2002 | Premi Barrymore | Actriu Protagonista Més Destacada en un Musical | Christine Andreas | GUANYADORA |

### Revival de Broadway de 2008
| Any  | Premi                      | Categoria                                         | nominat                           | Resultat |
| ---- | -------------------------- | ------------------------------------------------- | --------------------------------- | -------- |
| 2009 | Premi Drama Desk           | Revival d'un Musical Més Destacat                 | Revival d'un Musical Més Destacat | nominat  |
| 2009 | Premi Drama Desk           | Actriu Més Destacada en un Musical                | Stockard Channing                 | nominada |
| 2009 | Premi Drama Desk           | Actriu de Repartiment Més Destacada en un Musical | Martha Plimpton                   | nominada |
| 2009 | Premi Outer Critics Circle | Revival de Musical Més Destacat                   | Revival de Musical Més Destacat   | nominat  |
| 2009 | Premi Outer Critics Circle | Actriu de Repartiment Més Destacada en un Musical | Martha Plimpton                   | nominada |
| 2009 | Premi Tony                 | Millor Revival de Musical                         | Millor Revival de Musical         | nominat  |
| 2009 | Premi Tony                 | Millor Actriu Protagonista de Musical             | Stockard Channing                 | nominada |
| 2009 | Premi Tony                 | Millor Actriu de Repartiment de Musical           | Martha Plimpton                   | nominada |
| 2009 | Premi Tony                 | Millor Escenografia                               | Scott Pask                        | nominat  |